# Virgil Ghiță
Virgil Ghiță (Pitești, 1998. június 4. –) román válogatott labdarúgó, a lengyel Cracovia hátvédje.

## Pályafutása

### Klubcsapatokban
Ghiță a romániai Pitești városában született. Az ifjúsági pályafutását a helyi LPS Pitești és Argeș Pitești csapatában kezdte, majd a Gheorghe Hagi akadémiájánál folytatta.
2017-ben mutatkozott be a Farul Constanța első osztályban szereplő felnőtt keretében. 2022. február 28-án 4½ éves szerződést kötött a lengyel első osztályban érdekelt Cracovia együttesével. Először a 2022. március 6-ai, Górnik Zabrze ellen 3–0-ra elvesztett mérkőzésen lépett pályára. Első gólját 2023. január 30-án, szintén a Górnik Zabrze ellen hazai pályán 2–0-ás győzelemmel zárult találkozón szerezte meg.

### A válogatottban
Ghiță az U17-estól az U23-asig szinte minden korosztályos válogatottban képviselte Romániát, emellett részt vett országa színeiben a 2020-as tokiói olimpián.
2021-ben debütált a felnőtt válogatottban. Először a 2021. szeptember 5-ei, Liechtenstein ellen 2–0-ra megnyert mérkőzés 79. percében, Ionuț Nedelcearut váltva lépett pályára.

## Statisztikák
2023. július 22. szerint
| Klub            | Szezon   | Osztály     | Bajnokság | Bajnokság | Kupa  | Kupa | Nemzetközi | Nemzetközi | Összesen | Összesen |
| Klub            | Szezon   | Osztály     | Meccs     | Gól       | Meccs | Gól  | Meccs      | Gól        | Meccs    | Gól      |
| --------------- | -------- | ----------- | --------- | --------- | ----- | ---- | ---------- | ---------- | -------- | -------- |
| Farul Constanța | 2017–18  | Liga I      | 8         | 1         | 1     | 0    | —          | —          | 9        | 1        |
| Farul Constanța | 2018–19  | Liga I      | 20        | 1         | 6     | 2    | —          | —          | 26       | 3        |
| Farul Constanța | 2019–20  | Liga I      | 27        | 4         | 0     | 0    | 2          | 0          | 29       | 4        |
| Farul Constanța | 2020–21  | Liga I      | 14        | 0         | 0     | 0    | —          | —          | 14       | 0        |
| Farul Constanța | 2021–22  | Liga I      | 24        | 2         | 1     | 0    | —          | —          | 25       | 2        |
| Farul Constanța | Összesen | Összesen    | 93        | 8         | 8     | 2    | 2          | 0          | 103      | 10       |
| Cracovia        | 2021–22  | Ekstraklasa | 10        | 0         | 0     | 0    | —          | —          | 10       | 0        |
| Cracovia        | 2022–23  | Ekstraklasa | 34        | 3         | 2     | 1    | —          | —          | 36       | 4        |
| Cracovia        | 2023–24  | Ekstraklasa | 1         | 0         | 0     | 0    | —          | —          | 1        | 0        |
| Cracovia        | Összesen | Összesen    | 45        | 3         | 2     | 1    | 0          | 0          | 47       | 4        |
| Összesen        | Összesen | Összesen    | 138       | 11        | 10    | 3    | 2          | 0          | 150      | 14       |

### A válogatottban
| Válogatott | Év       | Pályára lépés | Gól |
| ---------- | -------- | ------------- | --- |
| Románia    | 2021     | 1             | 0   |
| Összesen   | Összesen | 1             | 0   |